# Palaiseau
Palaiseau település Franciaországban, Essonne megyében. Lakosainak száma 36 067 fő (2022. január 1.). Palaiseau Igny, Champlan, Massy, Orsay, Saclay, Vauhallan és Villebon-sur-Yvette községekkel határos.

## Népesség
A település népességének változása:
| Lakosok száma | 31 264 | 33 114 | 34 954 | 35 514 | 35 590 | 35 236 | 34 750 | 34 893 | 36 067 |
|               | 2013   | 2015   | 2016   | 2017   | 2018   | 2019   | 2020   | 2021   | 2022   |